# Sergej Roldugin
Sergej Pavlovič Roldugin (rusky: Сергей Павлович Ролдугин; * 28. září 1951, Sachalin, SSSR) je ruský čelista a miliardář s nejasným původem majetku, dlouholetý přítel Vladimira Putina a kmotr jeho starší dcery. Konsorcium OCCRP (Organized Crime and Corruption Reporting Project) označuje Roldugina za „tajného správce“ Putinova ukrytého bohatství.

## Život
Sergej Roldugin se narodil na Sachalinu, ale vyrostl v Rize, kam byl Rolduginův otec jako voják sovětské armády přeložen. Sergej Ruldugin zde absolvoval lotyšskou školu a konzervatoř. Sergejův starší bratr Evgeny Pavlovič Roldugin navštěvoval stejnou školu KGB jako Vladimir Putin a je uváděn jako ředitel zastoupení firmy Gazprom v Rize.
Během vojenské služby v Leningradu Sergejův bratr zprostředkoval setkání s Putinem a ten od konce 70. let patří k jeho blízkým přátelům. Roldugin seznámil Putina s jeho pozdější ženou Ljudmilou a je kmotrem nejstarší Putinovy dcery Marie Vladimirovny. Roldugin vlastní offshorové firmy s obratem několika miliard dolarů a je podezřelý z praní špinavých peněz. Vyšetřování podezření z hospodářských trestných činů je proti jeho společnostem vedeno v Panamě a na Britských panenských ostrovech.

### Hudební kariéra
Sergej se ve věku 5 let začal učit hře na klavír a od 8 let studoval hru na violoncello. Roku 1970 absolvoval v Rize proslulou hudební školu Emila Darzina.
Později vystudoval konzervatoř v Leningradu ve třídě Anatoly Nikitina a byl členem symfonického orchestru Leningradské filharmonie pod vedením Jevgenije Mravinského. V roce 1978 absolvoval vysokou školu na stejné konzervatoři.
Roku 1980 se zúčastnil Pražského jara a obdržel III. cenu. V letech 1984 až 2003 byl Roldugin vedoucím skupiny violoncellistů, později šéfdirigentem v Mariinském divadle, v letech 2002-2004 působil jako rektor Petrohradské konzervatoře.
Je uměleckým ředitelem Petrohradského domu hudby a Národním umělcem Ruské federace. Působí ve státních nadacích pro talentované děti a kontroluje tzv. "Velvyslanectví excelence", které pořádá zahraniční zájezdy ruských umělců. V kulturních institucích, podřízených přímo Ministerstvu kultury, je jediným uměleckým ředitelem který nemusí hlásit údaje o výdělcích a majetku, protože zvláštním nařízením Ministerstva kultury Ruska ze dne 14. srpna 2015 č. 2222 … "nemá povinnost zveřejňovat takové informace".

### Podnikání
Panama papers, tedy uniklé tajné dokumenty z panamské společnosti Mossack Fonseca o offshorových firmách a jejich vlastnické struktuře uvádějí Roldugina jako člověka, který hrál významnou roli v převodu velkých částek z Ruska do zahraničních daňových rájů. Roldugin přímo nebo na základě plné moci ovládá čtyři offshorové společnosti (Sonnette Overseas, Sandalwood Continental Ltd, International Media Overseas SA, Sunbarn, Raytar) s obratem v řádu miliard dolarů. Prostřednictvím švýcarského právníka Fabia Delca (Delco Networks S.A.) a několika stínových firem zřízených pouze pro praní peněz skončily na Rolduginově účtu i peníze z obří machinace, kterou odhalil Sergej Magnitskij.
Např. Sonnette Overseas, kterou vlastnil Sergej Roldugin, si půjčila od Levens Trading (propojené s nejbohatším obchodníkem Ruska Alexey Mordashovem) 6 mil. dolarů s ročním 2% úrokem, přičemž po několika měsících byl dluh odpuštěn za "odměnu" ve výši jeden dolar. Rolduginova firma Internatiomal Media Overseas SA (IMO) prováděla podivné transakce s akciemi největších ruských státních podniků – např. uzavřela současně smlouvu o koupi akcií společnosti Rosneft a o ukončení stejné smlouvy a okamžitě obdržela odškodnění ve výši 750 tisíc dolarů. Jindy koupila podíl v ruských podnicích a prodávala je následující den přesně těm, od kterých je koupila, ale s významným ziskem, který jim umožnil získat z transakce 400-500 tisíc dolarů. Ve skutečnosti se žádná transakce pravděpodobně neuskutečnila a dokumenty sloužily k zakrytí pravého původu peněz.
Společně s spolužákem Vladimira Putina Nikolajem Egorovem založil roku 1993 společnost PetroInteroil (likvidována 2006, rozsah společnosti nelze ve veřejných zdrojích nalézt). Roldugin spolu s Vladislavem Kopylovem (vlastníkem značky vodky "Putinka" a neziskového partnerství "Podpora dětského sportu"), vlastnil polovinu společnosti Priboy od roku 2005 a v letech 2009-2012 byli zakladateli společnosti Volna (shodné telefonní číslo). V roce 2000 hrály společnosti důležitou roli v mediálním životě v Petrohradě, protože prostřednictvím nich Roldugin a Kopylov údajně řídili Baltic Media Group: " Radio Baltica ", televizní kanál " 100TV ", noviny "Nevskoye Vremya", "Smena", " Vecherny Peterburg" a "Baltská informační agentura". Roldugin vlastní 3,2% podílu v Bank Rossiya (Акционерный коммерческий банк Россия, АКБ Россия), považované za "osobní banku" pro úzký okruh lidí blízkých Putinovi (s kapitálem 57,4 miliardy rublů). Banka i její předseda představenstva Jurij Kovalčuk jsou na sankčním seznamu americké vlády. Přestože se nepodílí na vedení banky, vyplacené dividendy jen za rok 2014 přinesly Rolduginovi 18 milionů rublů.

### Trojka Laundromat
Konsorcium investigativních center Organized Crime and Corruption Reporting Project (zal. 2006) ve své zprávě ze 4. března 2019 uvádí, že kromě tří již dříve popsaných zločinných spolčení pro praní špinavých peněz (The Proxy Platform, the Russian Laundromat, the Azerbaijani Laundromat) se na této aktivitě podílí i kdysi největší ruská soukromá investiční banka Trojka Dialog (nyní Sberbank), založená arménským byznysmenem Rubenem Vardanyanem. Ve schématu nazvaném Trojka Laundromat bylo legalizováno celkem 8,89 miliard dolarů, pocházejících od zkorumpovaných politiků a z organizovaného zločinu tím, že se vyhnuli zdanění, ukryli peníze v offshorových firmách nebo prováděli jiné ilegální operace. Zpráva uvádí jmenovitě Sergeje Roldugina, který se měl obohatit o 69 milionů dolarů, jako jednoho z příjemců těchto peněz.

### Sponzoring Miloše Zemana a SPO
Rolduginovy firmy jsou prostřednictvím švýcarského právníka Fabia Delca propojené s firmami, které sponzorují Miloše Zemana a Stranu Práv Občanů (Zemanovce). Více než polovina všech darů pro Stranu Práv Občanů (Zemanovce) pochází od zaměstnanců provázané skupiny firem. Podle Aktuálně.cz tyto firmy z velké části ovládá švýcarský právník Fabio Delco, který je znám jako správce firem patřících Sergeji Rolduginovi. Na Delcově účtu skončilo také 300 mil. korun z prodeje solárních elektráren na severu Čech.
V České republice je Delco prostřednictvím lichtenštejnské firmy Norwalk Holding spoluvlastníkem společnosti Stegenato, která je spojena se jménem podnikatele a Zemanova sponzora Michala Pechana. Delco řídí i švýcarskou firmu Waren Partners Ventures, která spravuje dalšího sponzora SPO – Adamovské strojírny (a podřízené firmy Adast a Benepro). Obě větve propojuje ostravský právník Daniel Tomíček a zakladatel několika firem, sponzorujících SPO, zaměstnanec brněnské advokátní kanceláře Daniel Janda.